# 亨里克·莱利瓦-罗伊采维奇
亨里克·莱利瓦-罗伊采维奇（波蘭語：Henryk Leliwa-Roycewicz，1898年7月30日—1990年6月18日），波兰男子马术运动员。他曾代表波兰参加1936年夏季奥林匹克运动会马术比赛，获得团体三项赛银牌。